# Nippon Professional Baseball 2010
La stagione 2010 della Nippon Professional Baseball (NPB) è iniziata il 20 marzo ed è terminata il 7 novembre 2010.
Le Japan Series sono state vinte per la quarta volta nella loro storia dai Chiba Lotte Marines, che si sono imposti sui Chunichi Dragons per 4 partite a 2.

## Regular season

### Central League
| Squadra               | Partite | Vittorie | Sconfitte | Pareggi | Perc. | GB   |
| --------------------- | ------- | -------- | --------- | ------- | ----- | ---- |
| Chunichi Dragons      | 144     | 79       | 62        | 3       | .560  | —    |
| Hanshin Tigers        | 144     | 78       | 63        | 3       | .553  | 1.0  |
| Yomiuri Giants        | 144     | 79       | 64        | 1       | .552  | 1.0  |
| Tokyo Yakult Swallows | 144     | 72       | 68        | 4       | .514  | 6.5  |
| Hiroshima Toyo Carp   | 144     | 58       | 84        | 2       | .408  | 21.5 |
| Yokohama BayStars     | 144     | 48       | 95        | 1       | .336  | 32.0 |

### Pacific League
| Squadra                      | Partite | Vittorie | Sconfitte | Pareggi | Perc. | GB   |
| ---------------------------- | ------- | -------- | --------- | ------- | ----- | ---- |
| Fukuoka SoftBank Hawks       | 144     | 76       | 63        | 5       | .547  | —    |
| Saitama Seibu Lions          | 144     | 78       | 65        | 1       | .545  | 0.0  |
| Chiba Lotte Marines          | 144     | 75       | 67        | 2       | .528  | 2.5  |
| Hokkaido Nippon-Ham Fighters | 144     | 74       | 67        | 3       | .525  | 3.0  |
| Orix Buffaloes               | 144     | 69       | 71        | 4       | .493  | 7.5  |
| Tohoku Rakuten Golden Eagles | 144     | 62       | 79        | 3       | .440  | 15.0 |

|  | 1º della regular season e qualificato alle finali delle Climax Series |
|  | Qualificati alle semifinali delle Climax Series                       |

## All-Star Game
| Gare | Data | Vincitore | Punteggio | Ospite                                                                                  | MVP                                        | Lanciatore Vincente                   | Lanciatore Perdente                        |
| ---- | ---- | --------- | --------- | --------------------------------------------------------------------------------------- | ------------------------------------------ | ------------------------------------- | ------------------------------------------ |
| 1    | 23/7 | Central   | 4-1       | Fukuoka Dome in Chūō-ku, Fukuoka                                                        | Shinnosuke Abe, Yomiuri Giants (CL)        | Kenta Maeda, Hiroshima Toyo Carp (CL) | Tsuyoshi Wada, Fukuoka SoftBank Hawks (PL) |
| 2    | 24/7 |           | 5-5       | Niigata Prefectural Baseball Stadium (HARD OFF ECO Stadium Niigata) in Chūō-ku, Niigata | Yasuyuki Kataoka, Saitama Seibu Lions (CL) |                                       |                                            |

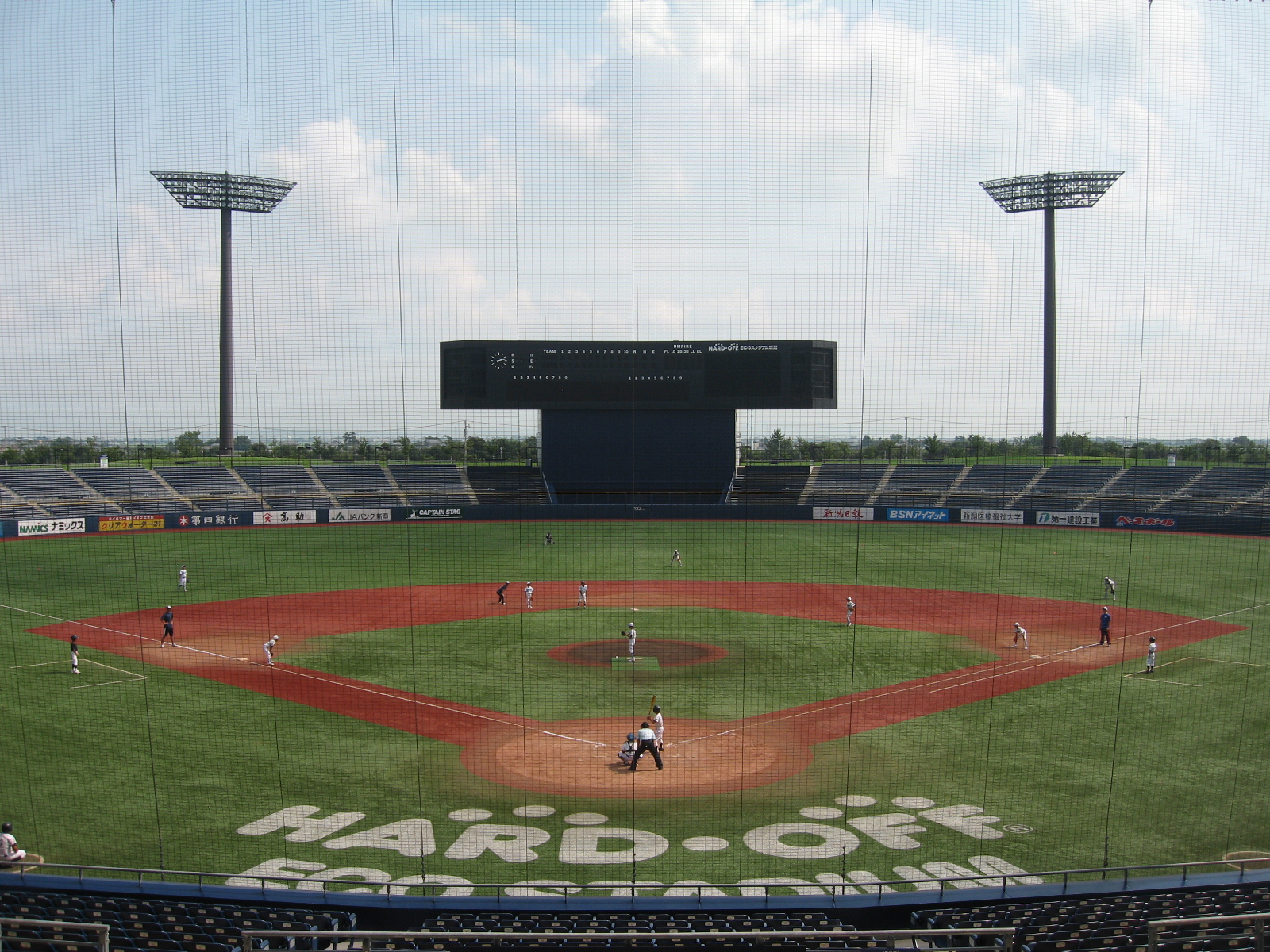
Niigata Prefectural Baseball Stadium
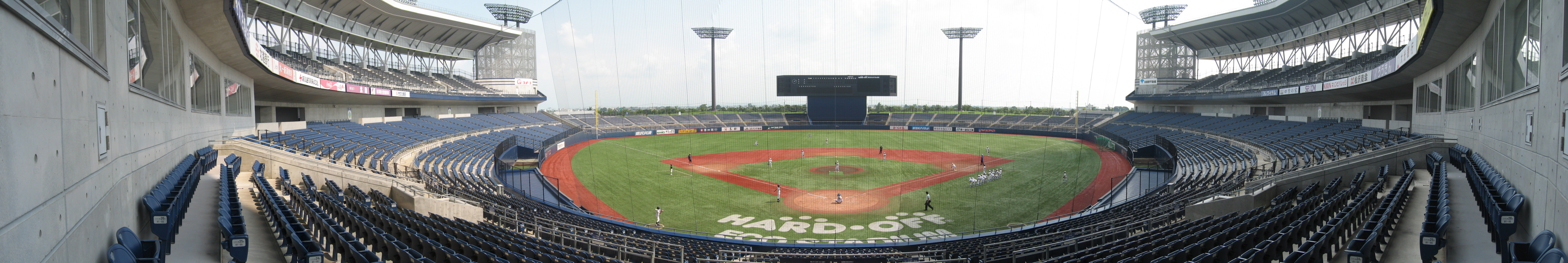
Niigata Prefectural Baseball Stadium

## Post season
|  | Climax Series - semifinali | Climax Series - semifinali | Climax Series - semifinali |                     |                  | Climax Series - finali | Climax Series - finali | Climax Series - finali |  |  | Japan Series | Japan Series | Japan Series |  |
|  |                            |                            |                            |                     |                  |                        |                        |                        |  |  |              |              |              |  |
|  |                            |                            |                            |                     |                  | C1                     | Chunichi Dragons       | 4                      |  |  |              |              |              |  |
|  |                            |                            |                            |                     |                  | C1                     | Chunichi Dragons       | 4                      |  |  |              |              |              |  |
|  |                            |                            |                            | Yomiuri Giants      | 1                |                        |                        |                        |  |  |              |              |              |  |
|  | C2                         | Hanshin Tigers             | 0                          | Yomiuri Giants      | 1                |                        |                        |                        |  |  |              |              |              |  |
|  | C2                         | Hanshin Tigers             | 0                          |                     |                  |                        |                        |                        |  |  |              |              |              |  |
|  | C3                         | Yomiuri Giants             | 2                          |                     |                  |                        |                        |                        |  |  |              |              |              |  |
|  | C3                         | Yomiuri Giants             | 2                          |                     | Chunichi Dragons | Chunichi Dragons       | 2                      |                        |  |  |              |              |              |  |
|  |                            |                            |                            |                     |                  |                        |                        |                        |  |  |              |              |              |  |
|  |                            |                            | Chiba Lotte Marines        | Chiba Lotte Marines | 4                |                        |                        |                        |  |  |              |              |              |  |
|  |                            |                            |                            | Chiba Lotte Marines | 4                |                        |                        |                        |  |  |              |              |              |  |
|  |                            |                            |                            |                     |                  |                        |                        |                        |  |  |              |              |              |  |
|  |                            |                            |                            |                     |                  |                        |                        |                        |  |  |              |              |              |  |
|  |                            | P1                         | Fukuoka SoftBank Hawks     | 3                   |                  |                        |                        |                        |  |  |              |              |              |  |
|  |                            |                            |                            | 3                   |                  |                        |                        |                        |  |  |              |              |              |  |
|  |                            |                            |                            | Chiba Lotte Marines | 4                |                        |                        |                        |  |  |              |              |              |  |
|  | P2                         | Saitama Seibu Lions        | 0                          | Chiba Lotte Marines | 4                |                        |                        |                        |  |  |              |              |              |  |
|  | P2                         | Saitama Seibu Lions        | 0                          |                     |                  |                        |                        |                        |  |  |              |              |              |  |
|  | P3                         | Chiba Lotte Marines        | 2                          |                     |                  |                        |                        |                        |  |  |              |              |              |  |

## Campioni
| Japan Series 2010 Chiba Lotte Marines Quarto titolo ※Chiba Lotte Marines qualificati per le 2010 Asia Series. |